# فلسفة معاصرة
يشير مصطلح الفلسفة المعاصرة إلى الحقبة التاريخية الحالية للفلسفة الغربية التي بدأت مع نهاية القرن التاسع عشر بـالإعداد المهني لهذا الفرع من فروع المعرفة ونشوء علم الفلسفة التحليلية والقارية.
وتعبير «الفلسفة المعاصرة» ما هو إلا مصطلح تقني في الفلسفة يقصد به فترة خاصة في تاريخ الفلسفة الغربية. إلا أن هذا التعبير يختلط على الكثيرين مع مصطلح فلسفة الحداثة (الذي يشير إلى فترة أخرى سابقة في الفلسفة الغربية) ومصطلح فلسفة ما بعد الحداثة (الذي يشير إلى كتابات نقدية لفلسفة الحداثة كتبها فلاسفة أوروبيون).
- فلسفة القرن العشرين
  - الفلسفة التجريبية: إحدى المجالات الناشئة في الفكر الفلسفي التي تستفيد من البيانات التجريبية - تُستقى غالبًا من الاستقصاءات التي تستكشف بديهيات الإنسان العادي - لكي تطوع في الأبحاث التي تدور حول الأسئلة الملحّة والطويلة الأمد.
  - الوضعية المنطقية: هي أول وأشهر مدرسة في الفلسفة التحليلية في النصف الأول من القرن العشرين.
  - الواقعية: ويقصد بها فكرة أن الطريقة العلمية (الفرضية والتنبؤ والاختبار والتكرار) هي الطريقة الوحيدة الفعالة لتقصي الواقع.
  - فلسفة اللغة العادية: هي أول وأشهر مدرسة في الفلسفة التحليلية في منتصف القرن العشرين.
  - التصوف: هي فكرة في الفلسفة الوصفية تقول بأن دور الفلسفة ما هو إلا دور علاجي أو شفائي.
  - الفلسفة ما بعد التحليلية: الفلسفة بعد التحليلية هي اتجاه فلسفي ينفصل عن الاتجاه العام للفلسفة التحليلية ويقوده فلاسفة منهم ريتشارد رورتي (Richard Rorty).
- الفلسفة الأوروبية
  - التفكيكية: هو توجه (في التحليل الفلسفي أو الأدبي أو غيره من المجالات) يجري فيه الفرد قراءات للنص واضعاً نصب عينيه أن النص ليس كلاً قائماً بذاته بل ينطوي على العديد من المعاني المتضاربة والمتناقضة.
  - الوجودية: الفلسفة الوجودية هي «تجلٍ نظري صريح للتوجه الوجودي»[1] تبدأ بنوع من الارتباك والتشوش في مقابل عالم سخيف وفارغ على ما يبدو.[2][3]
  - الظاهراتية: الظاهراتية مهتمة في الأساس بكيفية بناء هياكل الوعي والظواهر التي تظهر في أفعال الوعي والأشياء التي تكون ذات مردود وتحليل ترتيبي.
  - ما بعد البنيوية - البنيوية هي حركة عصرية ظهرت في فرنسا في خمسينيات وستينيات القرن العشرين ودرست البنى الضمنية الملازمة للمنتجات الثقافية (مثل النصوص)، وما بعد البنيوية مأخوذة من المآخذ على الافتراضات الأساسية للبنيويين. وتتبنى فلسفة ما بعد البنيوية وحدها فكرة أن دراسة البنى الضمنية هي نفسها مشروطة ثقافيًا ولذا تخضع لتحيز وتحريف لا حصر له.
  - فلسفة ما بعد الحداثة: فلسفة ما بعد الحداثة هي فلسفة شكّية وعدمية تجاه كثير من القيم والافتراضات الفلسفية المستمدة من الحداثة، ومنها امتلاك لجوهر يميز البشر عن الحيوانات أو القول بإقامة دليل على أن هناك شكل للحكومة هو الأفضل من غيره.
  - البنائية الاجتماعية: مفهوم مركزي في الفلسفة الأوروبية، والبناء الاجتماعي هو مفهوم أو ممارسة تخلق (أو تنتج) مجموعة محددة.
  - النظرية النقدية النظرية النقدية هي استعراض ونقد المجتمع والثقافة، من منطلق معرفي يغوص في العلوم الاجتماعية والإنسانية.
  - مدرسة فرانكورت: مصطلح «مدرسة فرانكفورت» هو مصطلح غير رسمي يستخدم في الدلالة على المفكرين المنتمين لـمعهد البحث الاجتماعي أو من تأثروا بأفكاره.

## إضفاء الطابع المهني

### الفلسفة المهنية اليوم
بعد فترة قصيرة من تشكلها، اندمجت الجمعية الفلسفية الغربية وأجزاء من الجمعية الأمريكية لعلم النفس مع الرابطة الفلسفية الأمريكية لإنشاء ما يسمى اليوم المنظمة المهنية الرئيسية للفلاسفة في الولايات المتحدة: الجمعية الفلسفية الأمريكية. تتكون الجمعية من ثلاثة أقسام: الأطلسي، والمركزي، والشرقي. ينظم كل قسم مؤتمرًا سنويًا كبيرًا، وأكبرها هو اجتماع القسم الشرقي، الذي يستقطب نحو 2000 من الفلاسفة، ويُعقد كل سنة في شهر ديسمبر في أحد المدن الساحلية الشرقية. يُعد اجتماع القسم الشرقي أيضًا أكبر حدث توظيف للأعمال في مجال الفلسفة في الولايات المتحدة الأمريكية، إذ يرسل العديد من الجامعات فرقًا لمقابلة المرشحين للمناصب الأكاديمية. من بين مهامها العديدة الأخرى، تكون الجمعية مسؤولة عن إدارة العديد من مراتب الشرف للمهنة. على سبيل المثال، تُعتبر رئاسة قسم من الجمعية الفلسفية الأمريكية شرفًا مهنيًا، وتُعد جائزة الكتاب المقدمة من الجمعية الفلسفية الأمريكية واحدة من أقدم الجوائز في الفلسفة. أكبر منظمة أكاديمية مكرسة لتطوير دراسة الفلسفة القارية على وجه التحديد هي جمعية علم الظواهر والفلسفة الوجودية.
في ما يتعلق بالصحف المتخصصة اليوم، في استطلاع عام 2018 لآراء فلاسفة محترفين طُلب منهم تصنيف أفضل صحف الفلسفة «العامة» التي تنشر باللغة الإنجليزية من ناحية الجودة، كانت أفضل عشرين صحيفة على النحو الآتي:
فيلوسوفيكال ريفيو
مايند
نوس
ذا جورنال أوف فيلوسوفي
فيلوسفي آند فينومينولوجيكال ريسيرتش
أوستراليجن جورنال أوف فيلوسوفي
فيلوسفرز إيمبرينت
فيلوسوفيكال ستديز
فيلوسوفيكال كورترلي
أناليسز
سانتيز
كينيديان جورنال أوف فيلوسوفي
إيركنتنيس
أميريكان فيلوسوفيكال كورترلي
باسيفيك فيلوسوفيكال كورترلي
بروسيدينغ أوف ذي إيرستوتيليان سوسايتي
زامونيست
يوروبيين جورنال أوف فيلوسوفي
سوت
في ما يتعلق بالفلسفة القارية على وجه التحديد، في استطلاع عام 2012 لآراء فلاسفة محترفين طُلب منهم تصنيف أفضل الصحف الفلسفية «التي تتناول التقاليد القارية» التي تنشر باللغة الإنجليزية من ناحية الجودة، كانت أفضل ست مجلات على النحو الآتي:
يوروبيين جورنال أوف فيلوسوفي
فيلوسفي آند فينومينولوجيكال ريسيرتش
جورنال أوف ذا هيستري أوف فيلوسوفي
إنكويري
آرشيف فوغوشيهته دي فيلوزوفي
بريتيش جورنال فور هيستري أوف فيلوسوفي
نشر مركز توثيق الفلسفة المشهور «دليل الفلاسفة الأمريكيين»، وهو العمل المرجعي المعياري للحصول على معلومات حول النشاط الفلسفي في الولايات المتحدة وكندا. يُنشر الدليل كل عامين، بالتناوب مع المجلد المرافق له، «الدليل الدولي للفلسفة والفلاسفة» (المصدر الوحيد الذي حُرر حول معلومات شاملة عن النشاط الفلسفي في أفريقيا وآسيا وأستراليا وأوروبا وأمريكا اللاتينية).
منذ بداية القرن الحادي والعشرين، لاحظ الفلاسفة أيضًا الاستخدام المتزايد للمدونات وسيلةً للتبادل المهني.  شملت بعض المعالم البارزة في هذا التطور قائمة من المدونات الفلسفة غير الرسمية التي بدأها الفيلسوف ديفيد تشالمرز، والتي أصبحت منذ ذلك الحين وسيلة واسعة الاستخدام داخل المهنة، وإقامة شراكة بين مدونة الأخلاق «بّي إي إيه سوب» وصحيفة إيثكس المشهورة لنشر مقالات مميزة ومناقشتها عبر الإنترنت على المدونة، ودور المدونات مثل مدونة «كيف يبدو الأمر حين تكون امرأة في  الفلسفة؟» في لفت الانتباه إلى خبرة النساء في المهنة.

## الحواشي والمراجع
1. ↑  Solomon، Robert C. (1987). From Hegel to Existentialism. Oxford University Press. ص. 238. مؤرشف من الأصل في 2019-12-02. {{استشهاد بكتاب}}: الوسيط غير المعروف |الرقم المعياري= تم تجاهله يقترح استخدام |ردمك= (مساعدة)
2. ↑  Robert C. Solomon, Existentialism (McGraw-Hill, 1974, pages 1–2)
3. ↑  D.E. Cooper Existentialism: A Reconstruction (Basil Blackwell, 1999, page 8).

## كتابات أخرى
The professionalization of philosophy
- Campbell, James, A Thoughtful Profession: The Early Years of the American Philosophical Association. Open Court Publishing (2006)

The Analytic / Continental divide
- Prado, C. G. A House Divided: Comparing Analytic and Continental Philosophy Humanity Books (2003)
- James Chase & Jack Reynolds, "Analytic versus Continental: Arguments on the Methods and Value of Philosophy" Durham: Acumen (2011)

الفلسفة التحليلية
- Michael Dummett Origins of Analytical Philosophy. Harvard University Press (1996)
- Floyd, Juliet Future Pasts: The Analytic Tradition in Twentieth-Century Philosoph Oxford University Press (2001)
- Glock, Hans-Johann What is Analytic Philosophy?. Cambridge University Press (2008)
- Martinich, A. P. Analytic Philosophy: An Anthology (Blackwell Philosophy Anthologies). Wiley-Blackwell (2001)
- Martinich, A. P. A Companion to Analytic Philosophy (Blackwell Companions to Philosophy). Wiley-Blackwell (2005)
- Scott Soames, Philosophical Analysis in the Twentieth Century, Volume 1: The Dawn of Analysis. Princeton University Press (2005)
- Scott Soames, Philosophical Analysis in the Twentieth Century, Volume 2: The Age of Meaning. Princeton University Press (2005)
- Stroll, Avrum Twentieth-Century Analytic Philosophy. Cambridge University Press (2001)
- Timothy Williamson The Philosophy of Philosophy (The Blackwell / Brown Lectures in Philosophy). Wiley-Blackwell (2008)

الفلسفة القارية
- Cutrofello, Andrew Continental Philosophy: A Contemporary Introduction. Routledge (2005)
- Glendinning, Simon The Idea of Continental Philosophy Edinburgh University Press (2006)
- Simon Critchley, Continental Philosophy: A Very Short Introduction. Oxford University Press (2001) ISBN 0-19-285359-7

## وصلات خارجية
- Conceptions of Analysis in Analytic Philosophy; Stanford Encyclopedia of Philosophy
- European Society for Analytic Philosophy
- The Gourmet Report (Analytic Graduate Program Rankings)
- The Gourmet Report's Description of “Analytic” and “Continental” Philosophy
- Hartmann Report (Continental Graduate Program Rankings)
- American Philosophical Association

```
*اهتمامات الفلسفة المعاصرة:
```

لقد تميزت الفلسفة المعاصرة التي امتدت من القرن التاسع عشر الميلادي إلى القرن الواحد والعشرين الميلادي بظهور علوم جديدة هي العلوم الإنسانية كعلم النفس وعلم الاجتماع والأنثروبولوجيا كما تميزت باستمرارية تطور وازدهار العلوم الحقة وقد أثر هذين الحدثين على موضوع الفلسفة المعاصرة فركزت في إحدى جوانبها على دراسة القضايا المرتبطة بالإنسان كقضية الوعي والحرية ومن جهة أخرى تميز موضوعها بنقد المعرفة العلمية